# OpenDocument
OpenDocument Format (abbreviato OpenDocument o ODF, ufficialmente noto come OASIS Open Document Format for Office Applications, lett. Formato OASIS Open Document per Applicazioni Office) è un formato aperto documentale per software di produttività personale. Basato sui formati OpenOffice.org XML e ZIP, è utilizzato per l'archiviazione e lo scambio di documenti testuali, fogli elettronici e presentazioni.
Il formato è uno standard prodotto dalla Organization for the Advancement of Structured Information Standards (OASIS) e adottato, tra gli altri, da Apache OpenOffice, LibreOffice, Calligra Suite e StarOffice.

## Storia
Dal momento che un obiettivo dei formati aperti come OpenDocument è quello di garantire accesso a lungo termine ai dati senza barriere legali o tecniche, le amministrazioni pubbliche ed i governi sono diventati progressivamente consapevoli dei formati aperti come questioni che riguardano le politiche pubbliche.
Nel 2002, il Dr. Edgar David Villanueva Nuñes, avvocato e rappresentante nel Congresso della Repubblica del Perù, ha scritto una lettera a Microsoft Perù sollevando questioni circa l'accesso gratuito e permanente a documenti con formati proprietari.
All'inizio del 2005, Eric Kriss, Segretario dell'Amministrazione e delle Finanze del Massachusetts, è stato il primo membro di governo di uno stato degli U.S.A a collegare i formati aperti ad uno scopo di politiche pubbliche:
(Eric Kriss)
Successivamente, a settembre 2005, il Massachusetts è diventato il primo stato ad assumere formalmente formati OpenDocument per i propri archivi pubblici e, allo stesso tempo, rifiutare il formato di Microsoft XML, ora chiamato formato Microsoft Office Open XML (vedi WordprocessingML). Questa decisione è stata presa dopo un esame dei formati di file durato due anni, intrattenendo al contempo molte discussioni con Microsoft.
Microsoft Office prima della versione 2010 non supportava i formati OpenDocument. I programmi Microsoft hanno supportato altri formati (tra cui ASCII, RTF e WordPerfect) già molte versioni prima.
Dopo l'annuncio del Massachusetts nel sostenere il formato OpenDocument, molti privati e organizzazioni hanno espresso opinioni su questa politica, sia a favore che contro. Adobe, Corel, IBM e Sun Microsystems hanno inviato lettere al Massachusetts sostenendo la decisione. Per contro, Microsoft ha inviato una lettera fortemente critica sulla misura. Anche un gruppo chiamato "Cittadini contro gli Sprechi del Governo" (Citizens Against Government Waste - CAGW) si è opposto alla decisione. Il gruppo sosteneva che questa politica del Massachusetts stabiliva «una preferenza arbitraria verso l'open source», sebbene entrambi i software, open source e proprietario, possano rispondere ai requisiti ed entrambi i tipi di sviluppatori siano impegnati nel creare degli standard. Molti hanno considerato questa dichiarazione come un semplice comunicato stampa di Microsoft.
InternetNews e Linux Weekly News hanno notato che la CAGW ha ricevuto finanziamenti da Microsoft e che nel 2001 la CAGW aveva inviato due lettere a sostegno di Microsoft, nel caso giudiziario anti-trust di Microsoft, ma si era scoperto che quelle lettere erano state "firmate" da persone defunte.
Secondo il datasheet OpenDocument di OASIS, «il Ministero della Difesa di Singapore, il Ministero delle Finanze francese ed il suo Ministero dell'Economia, Finanza e Industria, il Ministero della Salute brasiliano, la Città di Monaco in Germania, il Consiglio Municipale di Bristol nel Regno Unito e la città di Vienna in Austria stanno tutte adottando applicazioni che supportano OpenDocument».
OpenDocument è stato sottoscritto dalla Commissione europea. L'Unione europea ha raccomandato OpenDocument come base per formati di file standard e per lo scambio di documenti. È stato inoltre raccomandato che lo standard impiegato per i documenti dovrebbe essere determinato in funzione di quello che diventerà standard internazionale. OpenDocument è già uno standard secondo un organismo indipendente riconosciuto per gli standard (OASIS) ed è stato sottoposto alla ISO (International Organization for Standardization) per la standardizzazione, mentre non c'è prova che i formati XML di Microsoft o i vecchi DOC/PPT/XLS subiranno tale processo.
L'ISO ha approvato e accettato OpenDocument il 1º maggio 2006 (ISO 26300) e ora molti si attendono che l'Unione europea richiederà presto OpenDocument come standard per i documenti di produttività da ufficio per gli stati membri. Nel giugno dello stesso anno il governo del Belgio ha deciso di adottare il formato come standard per i documenti della pubblica amministrazione. Nel luglio 2007 il governo giapponese si è impegnato a promuovere la diffusione dello standard presso la pubblica amministrazione.
Nell'ottobre del 2007 anche il governo del Sudafrica ha deciso di adottare il formato come standard per lo scambio di documenti nella pubblica amministrazione.
Nel dicembre 2007 è iniziata nei Paesi Bassi la discussione in parlamento di una legge che renda il formato lo standard per la diffusione dei documenti nella pubblica amministrazione entro il 2010.
Il formato ODF è adottato (al dicembre 2007) in Belgio e Giappone in cui una legge prevede l'uso obbligatorio di tale formato per tutti documenti emessi nel settore pubblico. Analoghi provvedimenti sono allo studio in altri Paesi, come i Paesi Bassi, per svincolare il patrimonio di dati della pubblica amministrazione dai formati proprietari, per garantirne l'accessibilità nel lungo periodo.
Nell'ottobre 2008 il comitato ISO norvegese si è spaccato proprio sulla decisione di impiegare OOXML invece di OpenDocument nella pubblica amministrazione, pare dietro forti pressioni di Microsoft., a conferma dell'importanza delle decisioni da prendere in questo campo e della loro portata nel futuro.
Infatti, i programmi di lettura gratuiti dei formati proprietari potrebbero divenire a pagamento in futuro, su decisione dei detentori dei brevetti, e quelli per la loro modifica (che già lo sono) aumentare di prezzo, con un aggravio della spesa informatica per l'acquisto delle licenze a carico delle pubbliche amministrazioni.
Il proprietario del formato potrebbe poi sponsorizzarne uno differente con iniziative quali: cessata vendita del programma per la modifica del formato, sospensione dei download dal proprio sito dei programmi per la lettura e degli aggiornamenti per la sicurezza legati ai programmi e al formato. Con l'obbligo di adottare formati nuovi, in assenza di risorse economiche per una migrazione dei dati al nuovo formato e per acquistare le nuove licenze (dei programmi per la modifica e/o lettura del formato), viene meno l'interoperabilità fra gli enti e fra versioni diverse nel tempo degli stessi dati aggiornati, uno nel vecchio formato e l'altro nel nuovo. Le funzionalità ad esempio di merge e confronto dei contenuti operano solamente fra file salvati nello stesso formato, non in formati differenti.
Dal punto di vista economico, il costo della migrazione ad un formato aperto è una tantum, mentre fra formati proprietari l'acquisto delle licenze è un costo fisso annuale, se sono temporanee, e comunque che può ripetersi più volte, se il proprietario del formato decide a tale scopo di imporre nuove soluzioni.

## Descrizione
Questo standard è stato sviluppato dal consorzio di industrie OASIS (Organization for the Advancement of Structured Information Standards) ed è impostato su una versione di XML; è pubblicamente accessibile e può essere implementato da chiunque senza restrizioni, anche grazie alla dichiarazione di Sun Microsystem, che detiene alcuni brevetti sul formato e che ha rinunciato a valersi degli stessi per tutte le implementazioni dello standard.
Il formato OpenDocument nasce per fornire una alternativa "aperta" a formati proprietari tra cui i ben noti formati usati da Microsoft Office, DOC, XLS, PPT e recentemente Office Open XML, nato per contrastarne l'adozione. Organizzazioni ed individui che memorizzano i loro dati in un formato aperto come OpenDocument evitano di essere vincolati ad un singolo produttore di software, restando liberi di cambiare software se il produttore del loro attuale software dovesse uscire dal mercato, alzare i prezzi, cambiare il software o cambiare i propri termini di licenza in modo meno favorevole per l'utente.
OpenDocument è stato adottato da diversi produttori, primo fra tutti Openoffice.org (e la sua variante a pagamento StarOffice di Sun Microsystem). LibreOffice è un altro software di produttività personale libero che adotta lo stesso formato prodotto da The Document Foundation nato dal fork di OpenOffice.org è disponibile per Windows, macOS e GNU/Linux.

### Il processo distandardizzazione
La versione 1.0 delle specifiche OpenDocument è stata sviluppata dopo laboriosi sviluppi e discussioni da diverse organizzazioni. Il primo meeting ufficiale OASIS per discutere lo standard è avvenuto il 16 dicembre 2002; OASIS ha approvato OpenDocument come uno standard OASIS il 1º maggio 2005. Il gruppo ha deciso di erigerlo su una versione precedente del formato OpenOffice.org, essendo questo già un formato XML con la maggior parte delle proprietà desiderate. Si noti che OpenDocument non corrisponde al vecchio formato OpenOffice.org: sono state introdotte molte modifiche frutto delle esperienze sul campo e basate sul feedback fornito da molti singoli utilizzatori ed organizzazioni.
Il processo di standardizzazione ha coinvolto gli sviluppatori di molti prodotti integrati per ufficio o relativi sistemi per documenti, tra cui (in ordine alfabetico):
- Adobe (Framemaker, Distiller)
- Arbortext (Arbortext Enterprise Publishing System)
- Corel (Word Perfect)
- eLawOffice.it Gestionale GNU GPL per lo studio legale
- IBM (Lotus 1-2-3, Workplace)
- IGSuite Groupware suite web-based e GPLed
- KDE (KOffice)
- SpeedLegal (SmartPrecedent enterprise document assembly system); sia il prodotto che la compagnia hanno successivamente cambiato nome in Exari.
- Sun Microsystems / OpenOffice.org (StarOffice/OpenOffice.org)

Assente eccellente è stata la Microsoft, soprattutto perché Microsoft è membro OASIS e principale venditore di software di suite da ufficio.
Tale assenza è avvenuta a dispetto della richiesta del TAC (Telematics between Administrations Committee) dell'Unione europea, che il 25 maggio 2004 aveva raccomandato ai «Soggetti industriali attualmente non coinvolti nel Formato OpenDocument OASIS di prendere parte al processo di standardizzazione allo scopo di incoraggiare un più vasto consenso dell'industria intorno a tale formato». Al contrario, Microsoft ha deciso di sviluppare esclusivamente il proprio formato incompatibile con il formato OpenDocument, senza apporti o revisioni dall'esterno. Microsoft fornisce un software opensource per convertire file dal formato OpenDocument a OpenXML, e viceversa. A causa dell'assenza di un diffuso riesame pubblico ed indipendente del formato di Microsoft, molti ipotizzano che il formato di Microsoft sarà più difficile da implementare per gli altri, o che il formato di Microsoft manca di importanti caratteristiche in confronto a OpenDocument.
Il formato OpenDocument, dopo essere stato sottoposto per lunghi mesi all'ISO/IEC per la standardizzazione, ha trovato consenso senza voti contrari in data 2 maggio 2006 ed ora è conosciuto anche come ISO/IEC 26300, pubblicato il 30 novembre 2006.
Dal 25 gennaio 2007 OpenDocument è diventato uno standard italiano, rilasciato da UNI/UNINFO con la sigla UNI CEI ISO/IEC 26300.
Il 12 maggio 2010 con il rilascio di Microsoft Office 2010, il formato ODF è supportato anche dalla suite di produttività personale di casa Microsoft.

## Specifiche
Le estensioni dei file ed i relativi tipi MIME sono inclusi nello standard ufficiale rilasciato da OASIS in data 1º maggio 2005.

### Documenti
Per quanto riguarda i documenti nel formato OpenDocument, le estensioni più comuni sono:
- .odt e .fodt - documenti di testo
- .ods e .fods - fogli di calcolo
- .odp e .fodp - presentazioni
- .odg e .fodg - grafica
- .odf - formula, equazioni matematiche.

Da notare come ogni estensione abbia in comune le prime due lettere (od sta per OpenDocument) ed utilizzi una terza lettera per identificare il tipo (t per text, s per spreadsheet e così via), permettendo una facile memorizzazione. Nella tabella che segue troviamo il tipo MIME associato ai tipi di file OpenDocument:
| Tipo di documento    | Estensione del file | Tipo MIME                                       | Specifica dell'ODF                                                          |
| -------------------- | ------------------- | ----------------------------------------------- | --------------------------------------------------------------------------- |
| Testo                | .odt                | application/vnd.oasis.opendocument.text         | 1.0                                                                         |
| Foglio di calcolo    | .ods                | application/vnd.oasis.opendocument.spreadsheet  | 1.0                                                                         |
| Presentazione        | .odp                | application/vnd.oasis.opendocument.presentation | 1.0                                                                         |
| Disegno              | .odg                | application/vnd.oasis.opendocument.graphics     | 1.0                                                                         |
| Grafico              | .odc                | application/vnd.oasis.opendocument.chart        | 1.0                                                                         |
| Formula              | .odf                | application/vnd.oasis.opendocument.formula      | 1.0                                                                         |
| Immagine             | .odi                | application/vnd.oasis.opendocument.image        | 1.0                                                                         |
| Modello di documento | .odm                | application/vnd.oasis.opendocument.text-master  | 1.0                                                                         |
| Database             | .odb                | application/vnd.sun.xml.base                    | non definito nelle specifiche ODF 1.0/1.1; utilizzato in OpenOffice.org 2.x |
| Database             | .odb                | application/vnd.oasis.opendocument.base         | ODF 1.2; utilizzato in OpenOffice.org 3.x                                   |
| Database             | .odb                | application/vnd.oasis.opendocument.database     | definito nella registrazione IANA                                           |

### Template
OpenDocument supporta anche i template (modelli). Un template racchiude le informazioni di stile e formattazione del documento ma non il contenuto del documento stesso. Anche per le estensioni dei template vale la stessa regola descritta per quelle dei documenti: le prime due lettere sono comuni a tutti i template (ot, OpenDocument template), la terza è relativa ai singoli tipi di template. La tabella seguente li riassume tutti:
| Tipo di template  | Estensione del file | Tipo MIME                                                |
| ----------------- | ------------------- | -------------------------------------------------------- |
| Testo             | .ott                | application/vnd.oasis.opendocument.text-template         |
| Foglio di calcolo | .ots                | application/vnd.oasis.opendocument.spreadsheet-template  |
| Presentazione     | .otp                | application/vnd.oasis.opendocument.presentation-template |
| Disegno           | .otg                | application/vnd.oasis.opendocument.graphics-template     |
| Grafico           | .otc                | application/vnd.oasis.opendocument.chart-template        |
| Formula           | .otf                | application/vnd.oasis.opendocument.formula-template      |
| Immagine          | .oti                | application/vnd.oasis.opendocument.image-template        |
| Pagina web        | .oth                | application/vnd.oasis.opendocument.text-web              |

## Funzionalità
Con OpenDocument si possono creare documenti di testo (ad esempio quelli solitamente editabili con un comune elaboratore di testi), fogli di calcolo, presentazioni, disegni, immagini, grafici, formule matematiche, database e modelli di documento (che possono combinare i vari formati), ed è anche possibile creare template per molti di questi documenti.
Lo standard ufficiale dell'OASIS relativo ad OpenDocument ne definisce tutte le capacità. Haumacher (2005) fornisce una specifica formale per gli hyperlink, mentre Eisenberg (2005) concentra l'attenzione sul formato in maniera più dettagliata.
Il testo che segue riassume tutte le funzionalità del formato.

### Metadati
Il formato OpenDocument supporta i metadati (informazioni relative ai dati) grazie ad un set di elementi metadati predefiniti, mantenendo comunque la possibilità per l'utente di creare elementi personalizzati. I metadati prededefiniti sono: Generator, Title, Description, Subject, Keywords, Initial Creator, Creator, Printed By, Creation Date and Time, Modification Date and Time, Print Date and Time, Document Template, Automatic Reload, Hyperlink Behavior, Language, Editing Cycles, Editing Duration e Document Statistics.

### Contenuto
Il formato di testo di OpenDocument supporta sia le funzionalità tipiche sia quelle avanzate: si possono creare intestazioni di vario livello, liste di tipi diversi (numerate o meno), paragrafi numerati, mantenere una traccia dei cambiamenti effettuati. Si può ricorrere alla sequenza di pagine e agli attributi di sezione per controllare la disposizione del testo. Collegamenti ipertestuali, Ruby text (che fornisce annotazioni ed è fondamentale per alcuni linguaggi), segnalibri e riferimenti sono anch'essi supportati, insieme a meccanismi per la generazione automatica di tabelle, come ad esempio tavole dei contenuti, indici, bibliografie eccetera.
Un esempio di set di tabelle nel formato OpenDocument sono senza dubbio i fogli di calcolo; è possibile quindi formattare le tabelle e l'intero foglio di calcolo nella maniera desiderata, grazie alle grandi funzionalità che sono offerte dal formato. Porzioni di database, filtri, data pilots (equivalente delle tabelle pivot di Excel) sono supportati ed è possibile controllare tutte le modifiche effettuate al documento.
Il formato grafico supporta la rappresentazione vettoriale, nella quale è possibile definire un gruppo di layer e il relativo contenuto. Si possono ottenere diverse forme (rettangoli, linee, poligoni regolari e non, cerchi ed ellissi, percorsi, polilinee, connettori) e crearne di nuove; è inoltre possibile ricorrere a forme in 3D, come scene, luci, cubi, sfere e rotazioni. Ovviamente tutto ciò non è sufficiente per creare filmati o comunque scene in 3D elaborate, ma è più che sufficiente per documenti personali o per l'ufficio.
Le presentazioni possono essere potenziate con animazioni che consentono di controllare suoni, forme e testo, nascondendo e mostrando quindi solo quello che si vuole. In OpenDocument, molte delle possibilità di formattazione sono riusate dal sistema di formattazione dei testi, semplificandone l'implementazione.
Il formato grafico permette di creare immagini per mostrare dati numerici, con la possibilità di inserire titoli, sottotitoli, commenti e legende. Il formato definisce la serie di dati da usare per la rappresentazione grafica e molte tipologie di grafici (a linee, a torta, ecc.).
Anche i form sono supportati, grazie all'implementazione dello standard preesistente XForms.

### Formattazione
È possibile effettuare diverse operazioni su stile e formattazione grazie alla versatilità del formato.
Il layout di pagina è determinato da una varietà di attributi, come ad esempio: dimensione della pagina, formato di numerazione, alimentazione della carta, orientamento della stampa, margini, bordi (con relativo spessore), padding, ombre, sfondo, colonne, ordine di stampa delle pagine, numero della prima pagina, scala, centratura della tabella, altezza massima della nota a piè pagina e suo separatore.
Testata e fondo pagina possono avere dimensioni variabili e possono essere personalizzate con margini, bordi, sfondi, ombre, ecc.
Esistono moltissimi attributi per testo, paragrafi, testo ruby, sezioni, tabelle, colonne, elenchi e riempimenti. Ogni carattere può avere un preciso font, una sua dimensione e un insieme di altre proprietà. È possibile determinare lo spazio verticale dei paragrafi attraverso attributi come mantieni uniti, vedovo ed orfano e grazie ad altri attributi come rimuovi maiuscole si può assegnare una formattazione speciale. La lista è lunghissima, uno sguardo alla guida dello standard fornirà maggiori dettagli.

### Formule nei fogli di calcolo
Con OpenDocument le formule matematiche che appaiono sullo schermo possono essere descritte grazie anche all'attributo tabella:formula. Il formato permette anche di cambiare tutta quella serie di informazioni tipicamente incluse in un foglio di stile, come formati e tabelle pivot.
Sono state mosse alcune critiche alla sintassi ammessa in tabella:formula, accusata di non essere accuratamente dettagliata. Nella specifica OpenDocument 1.0 le formule vengono descritte attraverso una serie di semplici esempi (definire un range di dati, utilizzare la funzione Somma() e così via); le perplessità riguardano proprio questo punto, poiché secondo alcuni è necessaria una specifica per le funzioni nei fogli di calcolo più dettagliata e precisa, che descriva la sintassi e la semantica, e ad essa affiancare alcuni esempi dimostrativi. Il comitato promotore dell'OpenDocument ha ribattuto dicendo che tutto ciò è estraneo ai loro scopi, visto che la sintassi di tali formule non è in XML, e che comunque l'uso delle formule è molto semplice, visto che molte di esse si basano su altre ormai in uso da diversi anni in molte tipologie di fogli di calcolo. La possibilità di leggere facilmente il codice sorgente (in quanto, ribadiamo, pubblico) e la facilità di comprensione dell'output XML sta spingendo diversi gruppi ed organizzazioni verso la creazione di una più chiara e dettagliata specifica che definisca cosa è possibile inserire in una formula. Tutto ciò ovviamente non invaliderà quanto fatto fino ad ora nella creazione dello standard OpenDocument.
Si noti che tutto ciò non è uno svantaggio né nei confronti dell'Open XML di Microsoft (anch'esso non specifica le formule nei dettagli), né verso il formato binario che sta alla base di Microsoft Excel (del quale non sono mai completamente definiti in pubblico semantica e sintassi).

## All'interno del formato
Un file OpenDocument può essere sia un semplice file XML che usa <office:document> come elemento radice o un file compresso molto simile a un Jar contenente una serie di file e cartelle. Vista l'impossibilità di definire contenuto binario o thumbnails in maniera diretta attraverso l'XML, si tende a privilegiare il formato basato sugli archivi Jar. A supporto di tale affermazione c'è la possibilità che alcune applicazioni che usano OpenDocument non supportino il salvataggio ed il caricamento del solo file XML (cosa che ovviamente non si verifica col file Jar). L'algoritmo di compressione assai semplice, lo stesso dei file zip, rende i file creati con OpenDocument significativamente più piccoli per dimensioni dell'equivalente file creato con Microsoft Office, dettaglio da non sottovalutare, soprattutto da parte di quelle aziende che hanno la necessità di conservare un ampio numero di file per un lungo periodo o che si trovano nelle condizioni di dover scambiare file attraverso la rete senza appesantirne il traffico. Una volta decompressi, la gran parte dei dati è contenuta in file XML che possono essere facilmente interpretati e modificati come si fa con un qualunque altro file XML. Possono essere incluse anche cartelle che contengono immagini e suoni in formati differenti rispettivamente dall'SVG e lo SMIL e qualunque altro tipo di file che sia contenuto in un documento ma che non è espresso in XML.
Grazie all'ampia specifica del formato di compressione utilizzato, è possibile per un utente estrarre i file e modificarli manualmente; ciò consente, ad esempio, la riparazione di file corrotti o qualsiasi manipolazione di livello semplice. Ovviamente è possibile per l'utente definire un livello di compressione preferito, magari utilizzando altri programmi per la compressione di file. Ciò, unito all'uso di programmi per l'ottimizzazione delle dimensioni delle immagini, permette un'ulteriore riduzione del 40% dello spazio occupato dal file.
OpenDocument fornisce una separazione tra contenuti, layout e metadati ben definita (per una descrizione delle componenti più importanti si rimanda ai paragrafi successivi). All'interno del file compresso si trovano infatti i seguenti file e cartelle:
- File XML:
  - content.xml
  - meta.xml
  - settings.xml
  - styles.xml
- Altri file:
  - mimetype
- Cartelle:
  - META-INF/
  - Thumbnails/

I file in formato XML sono oltretutto creati utilizzando il linguaggio Relax NG, che permette la definizione degli schemi XML. Tale linguaggio è anch'esso definito da una specifica dell'OASIS ed è anche contenuto nello standard ISO/IEC 19757: Document Schema Definition Languages (DSDL).

### content.xml
content.xml è senza dubbio il file più importante tra quelli che si trovano nell'archivio. In esso si trova il contenuto del documento (ad eccezione di dati binari, come ad esempio le immagini). Il formato di base è ispirato all'HTML e, benché sia più complicato, resta comunque di facile interpretazione da parte dell'utente:
```
<text:h text:style-name="Heading_2">Questo è un titolo
</text:h>
<text:p text:style-name="Text_body">
   Questo è un paragrafo. Le informazioni di formattazione si
   trovano nello stile Text_body.
</text:p>
```

### styles.xml
styles.xml contiene la maggior parte delle informazioni relative allo stile (una piccola porzione è contenuta infatti in content.xml). I tipi di stile includono:
- Stile dei paragrafi
- Stile delle pagine
- Stile dei caratteri
- Stile dei frame
- Stile delle liste

Qualunque operazione sulla formattazione appare in questo file.

### meta.xml
meta.xml contiene i metadati del file (ad es.: autore o ultima modifica). Il contenuto ha più o meno questa struttura:
```
<meta:creation-date>2003-09-10T15:31:11</meta:creation-date>
<dc:creator>Daniel Carrera</dc:creator>
<dc:date>2005-06-29T22:02:06</dc:date>
<dc:language>es-ES</dc:language>
<meta:document-statistic
      meta:table-count="6" meta:object-count="0"
      meta:page-count="59" meta:paragraph-count="676"
      meta:image-count="2" meta:word-count="16701"
      meta:character-count="98757"/>
```

I nomi dei tag <dc:...> sono quelli definiti nello standard XML Dublin Core.

### settings.xml
settings.xml contiene informazioni come il fattore di zoom o la posizione del cursore, ovvero tutte quelle informazioni che non hanno nulla a che fare con il contenuto o il layout.

### mimetype (file)
mimetype è un semplice file di una sola linea contenente il tipo mime del documento; è necessario poiché la semplice estensione del file non basta per rendere il file riconoscibile, essendo solo un modo semplice per permettere all'utente di individuare velocemente il file.

## Utilizzo dei formati esistenti
Lo standard OpenDocument ha lo scopo di utilizzare solo ed esclusivamente quanto descritto dallo standard XML e crea nuove tag solo quando gli standard esistenti non implementano la funzionalità richiesta. Come si è visto, infatti, OpenDocument utilizza Dublin Core per i metadati, MathML per le formule, SVG per la grafica vettoriale, SMIL per i contenuti multimediali ecc.